# Чемпионат России по крикету 2014
Чемпионат России по крикету 2014 (вольн. пер. Cricket Russia 30 Over Challenge Cup 2014) — крупный турнир, в котором участвовали сильнейшие российские команды в дисциплине Крикет. Турнир проводился в формате 30 оверов. Первый матч прошёл 2 мая. Финал запланирован на 31 августа. Все матчи проводятся на стадионе Карачарово.

## Участники
Шесть команд изъявили желание участвовать. Сохранилось основное правило Федерации Крикета России- в любой команде должен быть хотя бы 1 россиянин. Особенно в этом плане отметился Москвич, который состоял из местных игроков наполовину.
- Moscow Lions (Московские Львы)
- NewPower (Новая Сила)
- Moskvich (Москвич)
- Friends XI (11 друзей)
- St Petersburg (Санкт Петербург)- единственная команда не из Москвы
- Moscow SuperKings (Московские СуперКороли)

## Система турнира
Команды должны сыграть 10 встреч (2 круга) между собой. Занявшие 3 и 4 места после этого кругового турнира играют между собой квалификационную встречу. Победитель квалификации встречается с командой, занявшей второй место в круговом турнире. И уже победитель этого матча 31 августа сразится с победителем кругового турнира.

## Ход турнира
В самом начале прекрасный ход набрали Moscow Lions и St Petersburg. Но команде из Санкт-Петербурга не удалось удержать победный ход, что позволило вырваться на ведущие роли NewPower и Москвичу. К середине кругового турнира Moscow Lions и NewPower создали небольшой отрыв, но он тут же был закрыт- Москвич сенсационно обыграл лидеров турнира и приблизился к 2 месту на расстояние вытянутой руки.

## Ведущие игроки
Лучшими отбивающими турнира являются бэтсмэны Moscow Lions- Рашид Мохамед и Мухамад Имран. При этом Имран - первый игрок на этом турнире, набравший 100 очков за матч - это случилось в матче против Санкт-Петербурга. В рейтинге по количеству викетов также лидирует игрок Moscow Lions - 11 викетов сделал Малик Анжум.

## Таблица
| Команда           | Игры | Очки |
| ----------------- | ---- | ---- |
| Moscow Lions      | 8    | 18   |
| NewPower          | 7    | 12   |
| Moskvich          | 5    | 9    |
| Friends XI        | 6    | 9    |
| St Petersburg     | 4    | 6    |
| Moscow SuperKings | 8    | 3    |